# Ferrette
Ferrette (en alsacià Pfírt) és un municipi francès, situat a la regió del Gran Est, al departament de l'Alt Rin. L'any 2004 tenia 1.041 habitants. Es troba a la comarca de Sundgau, a 25 km de Basilea, a 35 km de Mülhausen i a 45 km de Belfort,

## Demografia
| 1962 | 1968 | 1975 | 1982 | 1990 | 1999  |
| ---- | ---- | ---- | ---- | ---- | ----- |
| 708  | 798  | 783  | 727  | 863  | 1.020 |

## Administració
| Període   | Identitat         | Partit |
| --------- | ----------------- | ------ |
| 2001-2008 | Pierre Brand      |        |
| 2008-     | François Cohendet |        |